# Die blonde Kollegin
Die blonde Kollegin (Originaltitel: The Fair Co-Ed) ist eine US-amerikanische Stummfilmkomödie aus dem Jahr 1927 von Sam Wood mit Marion Davies und Johnny Mack Brown in den Hauptrollen. Das Drehbuch basiert auf dem Bühnenstück The Fair Co-Ed von George Ade.

## Handlung
Marion, die strikt dagegen ist, aufs College zu gehen, willigt erst ein, aufs Bingham College zu gehen, nachdem sie Bob kennengelernt hat, der dort als Basketballtrainer für Mädchen arbeitet. Marion tritt dem Team bei und wird zu einer Starspielerin. Sie ist jedoch von Bobs kühlem Wesen, das durch ein Missverständnis verursacht wurde, verärgert und verlässt das Team am Vorabend eines wichtigen Spiels.
Als das Team das Spiel verliert, wird Marion zum Gegenstand der Verachtung ihrer Mitschüler. Als sie erkennt, dass sie sich unsportlich verhalten hat, nimmt sie am zweiten Spiel teil und erzielt in letzter Minute die entscheidenden Punkte. Sie gewinnt ihre Popularität zurück und auch die Liebe von Bob.

## Hintergrund
The Fair Co-Ed begann unter dem Titel Mary of Vassar, eine Fortsetzung von MGMs Brown of Harvard (1926). Laut einer Pressemeldung vom 19. Juni 1926 waren John Gilbert und Greta Garbo die vorgesehenen Stars, aber sie widmeten sich bald anderen Projekten.
Ganzseitige Farbanzeigen von MGM in Zeitschriften vom 5. Juni 1926 führten Mary of Vassar als eine „aufwendig gestaltete“ Marion Davies-Version von Brown of Harvard „aus der Sicht der College-Mädchen“, produziert von Cosmopolitan Pictures für MGM. Wie sich herausstellte, war Cosmopolitan offenbar nicht an dem Film beteiligt, als er unter dem Titel The Fair Co-Ed produziert wurde, einer Adaption des gleichnamigen Theaterstücks, obwohl die grundlegende Handlung der von Brown of Harvard ähnelte. Tatsächlich wurde Davies in einem Presseartikel vom Januar 1928 als „ein femininer Bill Haines, der lernt, College-Geist zu praktizieren, wie Bill es in Brown of Harvard tat“ bezeichnet. MGM nahm gelegentlich solche Übernahmen der Handlung vor.
Cedric Gibbons und A. Arnold Gillespie oblag die künstlerische Leitung.
Joel McCrea gab sein Leinwanddebüt.

## Veröffentlichung
Die Premiere des Films fand am 15. Oktober 1927 statt. 1928 kam er in Österreich in die Kinos.

## Auszeichnungen
Marion Davies wurde 1927 mit dem Photoplay Award als beste Darstellerin des Monats Dezember ausgezeichnet.